# مشروع كساب الزراعي (السودان)
يقع مشروع كساب الزراعي في محلية شرق سنار بولاية سنار بمساحة تبلغ 15 ألف فدان وهو مشروع مروي يعمل بري بالطلمبات يتم فيه زراعة الذرة كوجبة غذائية للمزارعين بالأضافة إلي محصول تجاري حسب المستثمر حيث إن مشروع ملوك للدولة يتم تأجيره إلي مسثمرة بشرط إن يروي للمزراعي محصول الذرة ويعملوا هم بدوره كمشرفين وعاملين على المحصول التجاري الذي يزرعه .

## التأسيس
البداية الفاعلية لمشروع كساب الزراعي كانت في فترة الحكم الثنائي ومؤسس الحقيقي له هو السيد علي الميرغني وسمي في ذلك الوقت المشروع بأسم وفي فترة الديمقراطية الثاني وفقا لبرنامج الإصلاح الزراعي أنتقلت ملكيته لدولة وفي فترة الجنرال جعفر نميري تم تحويله إلي مؤسسة النيل الأزرق الزراعية والتي تم حلها بموجبة قانون الخصخص الذي جاءت به حكومة الأنقاذ ليصبح مشروع كساب الزراعي.

## المساحة
تم تقسيم المشروع بنظام الحواشات والحواش الوحدة بها 5فدان يتم سنويا زراعة "10 "ألف فدان أي ما يعادل "5" ألف حواش ويترك ألف فدان بورة .
المحاصيل الزراعي
تزرع فيه عدد من المحاصيل حسب رغبة المستثمر وأكثر القطن وعباد الشمس، الفول السوداني
واما محصول رئيس هو الذرة بعتبرها الغذاء الرئيس للمزراعيين